# Lisa Wede
Inga-Lisa Wede, född 27 september 1951 i Övertorneå, är en svensk journalist.
Wede tillbringade sina unga år i Frankrike, där hon utbildade sig till chefssekreterare och bildade familj. På 1970-talet gick hon journalistutbildningen i Göteborg och 1981 anställdes hon vid Sveriges Radio i Gällivare. Under sin fortsatta karriär förblev hon Sveriges Radio trogen,  bland annat som redaktionschef på P4 Norrbotten. På riksplanet var hon mest känd som producent och programledare för Boktornet och andra litteraturprogram företrädesvis sända i SR P1. År 2016 gick hon i pension. Hon är styrelseledamot i bokförlaget Tornedalica.
Från 2003 och fram till hans död 2020 var hon gift med skådespelaren Sven Wollter. Hon är bosatt i Luleå.